# Ludwig Minnigerode

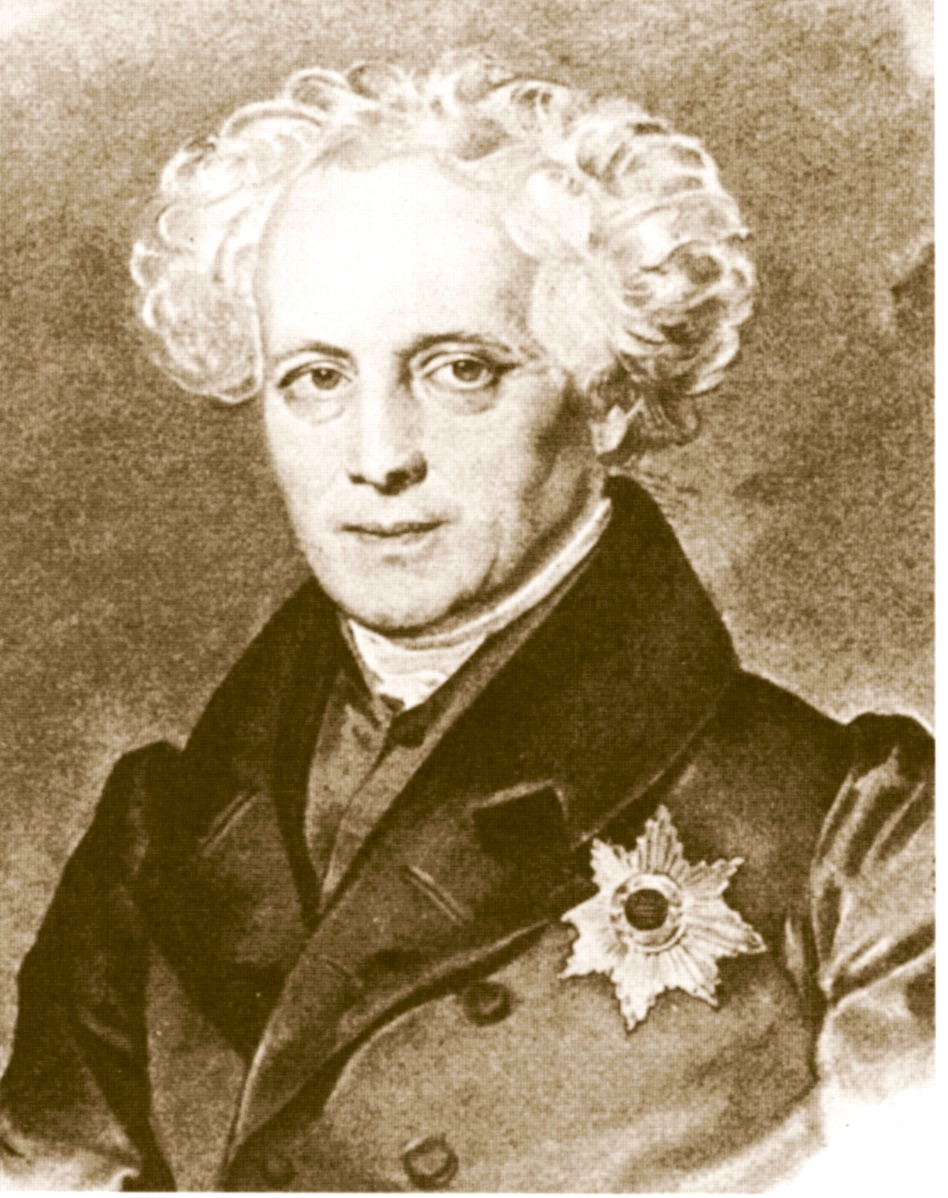
Ludwig Minnigerode

Ludwig Minnigerode (* 15. Februar 1771 in Alsfeld; † 8. September 1839 in Darmstadt) war ein deutscher Jurist und hessen-darmstädtischer Richter und Beamter.

## Familie
Ludwig Minnigerode war ein Sohn von Johann Henrich Benjamin Minnigerode (1739–1789) und Juliane Charlotte Sophie, geb. Hallwachs (1747–1828). Ludwig Minnigerode und Marianne Wilhelmine Philippine Zimmermann (1785–1860), eine Tochter von Ernst Wilhelm Zimmermann (1752–1820), heirateten in Darmstadt am 29. November 1803. Aus der Ehe gingen hervor:
- Wilhelm Carl Ernst Christian Minnigerode (1806–1846), Arzt in Darmstadt
- Carl Friedrich Ernst Minnigerode (1814–1894), Revolutionär, Pfarrer in den USA

## Leben
Nach dem Studium der Rechtswissenschaften wurde Minnigerode Anwalt in Gießen und später Justiz- und Polizeiamtmann in Cleeberg. 1802 wurde er Mitglied des Organisationskomitees zur Eingliederung des Herzogtums Westfalen in die Landgrafschaft Hessen-Darmstadt. Das entsprechende Organisationsdekret von 1803 wurde von ihm verfasst. Auch wird vermutet, dass er der Autor der beiden grundlegenden Edikte vom 12. Oktober 1803 ist, mit denen die Verwaltung der Landgrafschaft auf oberster und oberer Ebene grundsätzlich, dauerhaft und modern reorganisiert wurde. Im Jahr 1804 wurde er Präsident der Provinzial-Regierung des Herzogtums Westfalen mit Sitz in Arnsberg. Ab 1815 war er Direktor, später Präsident des Hofgerichts Darmstadt. Außerdem gehörte er ab 1829 dem Staatsrat an.
Politisch stand er dem Liberalismus nahe. Weil sein Sohn Karl den Hessischen Landboten von Georg Büchner verbreitet hatte, wurde der Vater 1834 vorzeitig und gegen seinen Willen pensioniert. In der Öffentlichkeit wurde diese Begründung jedoch nicht geglaubt, vielmehr nahm man an, dass mit Minnigerode ein politisch unbequemer liberaler Richter entfernt werden sollte.

## Werke
nach Erscheinungsjahr geordnet 
- Beitrag zur Beantwortung der Frage: Was ist Justiz- und was ist Administrativ-Sache? J.W. Heyer's Hofbuchhandlung, G. Jonghaus, Darmstadt 1835.
- Bemerkungen über den Stand der Gesetzgebung und Jurisprudenz in Deutschland. Heyer, Darmstadt 1836.
- Rhapsodische Bemerkungen über die Begebenheiten mit dem Erzbischofe zu Köln, Freiherrn Droste-Vischering. Hammerich, Altona 1838.